# 藤女子短期大学
藤女子短期大学（ふじじょしたんきだいがく、英語: Fuji Women's Junior College）は、北海道札幌市北区北16条西2-21に本部を置いていた日本の私立大学である。1950年に設置され、2001年に廃止された。大学の略称は藤短大。

## 概要

### 大学全体
- 北海道札幌市北区に所在した日本の私立短期大学で、設置主体は学校法人藤学園[1]。
- 国内で最初に認可された短期大学149校[注 1]の1校として、1950年に3学科体制で開学した[2]。のちに学科の増設を経て4学科体制となる。
- 1999年度の入学生を最後に[注釈 1]、2001年に短期大学としての使命を終える[4]。

### 教育および研究
- 設置されていた学科の一つである生活学科は、元々は家政科で短大開学時において既に設置されていた。旧来の家政科には家政専攻と食物栄養専攻があり、前者では2年次から家庭経営・家庭経済・家政学実習などを学ぶ生活経営コース、栄養学・調理学・調理学実習などを学ぶ食物コース、被服材料学・染色学・意匠学などを学ぶ被服コースがあったが、生活学科となってからは、上記の3コースを統合。
- 保育科では保育者の養成を執り行っており、『保育科学生紀要』が発行されていた。

### 学風および特色
- 1925年ドイツのフランシスコ修道女会が創立した札幌藤高等女学校が母体となっており、キリスト教の思想に基づく教育が行われていた。

## 沿革
- 1949年
  - 10月 文部省[注釈 2]に短期大学[注 2]の設置認可に関する申請を行う[注 3]。なお、学科・専攻は以下の通りとなっている[注 4]。
    - 家政学科 入学定員50名
    - 国文学科 入学定員50名
    - 英文学科 入学定員50名
- 1950年
  - 3月14日 左記を以て短期大学の設置が文部省[注釈 2]より認可される[注 5]。
  - 4月1日 左記を以て藤女子短期大学が上記の学科体制にて開学する[注 6]。
    - 家政学科 入学定員50名
    - 国文学科 入学定員50名
    - 英文学科 入学定員50名
- 1951年
  - 2月24日 学校法人藤学園の設置が認可される[14]。
- 1952年
  - 4月1日 家政科の入学定員を50[15]→100[16]に増員。
- 1954年
  - 5月1日 学生数[17]/定員
    - 国文科 120[注釈 3]/100
    - 英文科 102[注釈 3]/100
    - 家政科 249[注釈 3]/200
- 1955年
  - 4月1日 以下の学科を増設する[18]。
    - 保育科 入学定員35名
- 1958年
  - 5月1日 学生数[19]/定員
    - 国文科 116[注釈 3]/100
    - 英文科 108[注釈 3]/100
    - 家政科 246[注釈 3]/200
    - 保育科 78[注釈 3]/70
- 1960年
  - 3月21日 別科の設置が認可され、以下の課程を置く[20]。
    - 家政専修 入学定員50名
- 1966年
  - 4月1日 入学定員増を以下の通り行う[21]。
    - 家政科 100[注釈 4]→200[注釈 5]
    - 国文科 50[注釈 4]→100
    - 英文科 50[注釈 4]→100
    - 保育科 35[注釈 4]→50

  - 5月1日 学生数[24]/定員
    - 国文科 232[注釈 3]/150
    - 英文科 116[注釈 3]/150
    - 家政科 379[注釈 3]/300
    - 保育科 108[注釈 3]/85
- 1976年
  - 4月1日 家政科を以下の通り専攻分離する[25]。
    - 家政専攻 入学定員150名
    - 食物栄養専攻 入学定員50名

  - 5月1日 学生数[26]/定員
    - 国文科 258[注釈 3]/200
    - 英文科 245[注釈 3]/200
    - 家政科 500[注釈 3]/400
    - 保育科 139[注釈 3]/100
- 1991年
  - 4月1日 家政科食物栄養専攻について学生募集を最終とする[注 7]。
  - 5月1日 学生数[28]/定員
    - 国文科 243[注釈 3]/200
    - 英文科 244[注釈 3]/200
    - 家政科 474[注釈 3]/400
    - 保育科 120[注釈 3]/200
- 1992年
  - 4月1日 家政科家政専攻の入学定員を150[29]→100[30]に減員[27]。
  - 5月1日 学生数[注 8]/定員
    - 国文科 221[注釈 3]/100
    - 英文科 235[注釈 3]/100
    - 家政科 348[注釈 3]/300
    - 保育科 114[注釈 3]/100
- 1994年
  - 4月1日 家政科を生活学科に改称[33]。
  - 5月1日 学生数[34]/定員
    - 国文科 228[注釈 3]/100
    - 英文科 234[注釈 3]/100
    - 生活学科 108[注釈 3]/100[35]。
      - 家政科 139[注釈 3]/200

    - 保育科 119[注釈 3]/100
- 1999年
  - 4月1日 この年度を学生募集を最終とする[注釈 1]。
- 1999年
  - 5月1日 学生数[36]/定員
    - 国文科 203[注釈 3]/200
    - 英文科 208[注釈 3]/200
    - 生活学科 185[注釈 3]/200
    - 保育科 128[注釈 3]/100
- 2001年
  - 7月30日 左記をもって正式に廃止となる[4]。

## 基礎データ

### 所在地
- 札幌キャンパス（北海道札幌市北区北16条西2-21）
- 石狩キャンパス（北海道石狩市花川南4条5）

### 象徴
- 藤女子短期大学のカレッジマークは右記資料にあり[37]。

## 教育および研究

### 組織

#### 学科
- 国文科 入学定員100名[注釈 6]
- 英文科 入学定員100名[注釈 6]
- 家政科
  - 家政専攻 入学定員150名[注釈 7]→生活学科 入学定員100名[注釈 6]
  - 食物栄養専攻 入学定員50名[注釈 7]
- 保育科 入学定員50名[注釈 6]

#### 専攻科
- なし

#### 別科
- 家政専修 入学定員50名[注 9]

#### 取得資格について
資格
- 保育士：保育科にて設置されていた。
- 栄養士：家政科食物栄養専攻にて設置されていた[注 10]
- 中学校教諭二種免許状
  - 国語：国文科[39]
  - 英語：英文科[39]
  - 家庭：家政科家政専攻のち生活学科[39]
  - 保健：家政科家政専攻のち生活学科
- 幼稚園教諭二種免許状：保育科にて設置されていた[39]。
- なお、当初は高等学校教諭免許状の教職課程も設けられ、家政科で（家庭）、国文科で（国語）、英文科で（英語）となっていた[43]

### 研究
- 『藤女子短期大学紀要』[44]
- 『ふじ』[45]

## 大学関係者と出身者
- Category:藤女子短期大学出身の人物

## 施設

### キャンパス

#### 札幌キャンパス
- 使用学科：国文科・英文科・保育科
- 使用専攻科：なし
- 使用附属施設：なし

#### 石狩キャンパス
- 使用学科：生活学科
- 使用専攻科：なし
- 使用附属施設：なし

### 寮
- 藤女子短期大学には大学と同様、「カタリナ寮」と呼ばれる学生寮があった。

## 対外関係

### 系列校
- 藤女子大学
- 藤女子中学校・高等学校
- 藤幼稚園
- 小樽藤幼稚園
- 函館藤幼稚園
- 旭川藤幼稚園
- 苫小牧藤幼稚園
- 帯広藤幼稚園
- 草加藤幼稚園
- 青森藤幼稚園

### 編入学・進学実績
- 藤女子大学への編入学実績があった。ほか、家政専攻（生活学科）卒業生の中には、藤女子短期大学国文・英文・保育の各科に再入学した人もいる。